# Brandschatting

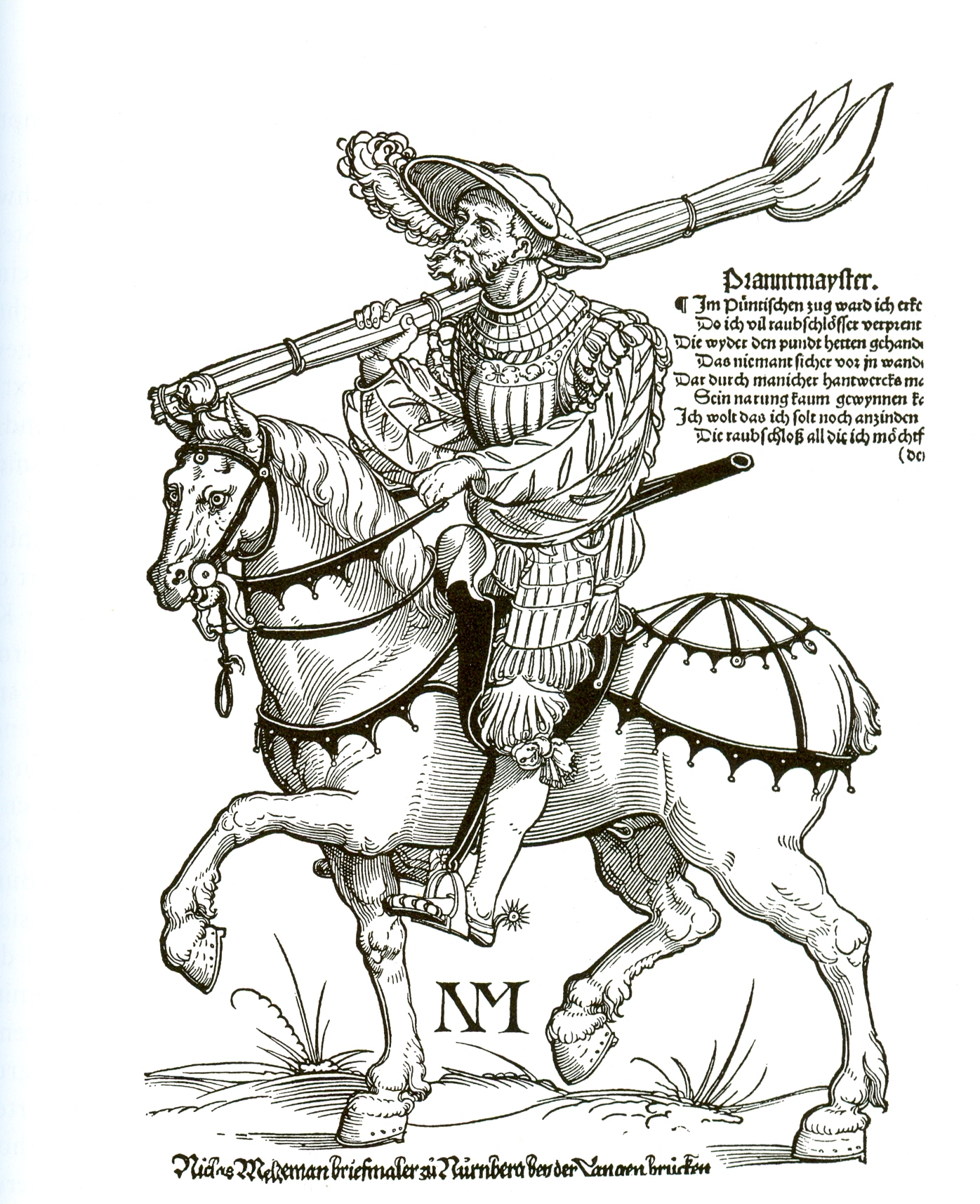
Brandschattingsofficier (1535)

Een brandschatting is een (meestal hoog) bedrag dat een dorp of streek aan doortrekkende troepen moest betalen om te voorkomen dat dezen het dorp of de streek plunderden en in brand staken.
De betreffende soldaten kregen doorgaans onregelmatig soldij en werden vooral uit de brandschatting betaald. Als de bedragen niet konden worden opgebracht, voelden de troepen zich gerechtigd tot plundering en ander wangedrag. Aangezien er in tijd van oorlog vaak meerdere legers door een streek trokken leidde het opleggen van deze 'oorlogsbelasting' gewoonlijk tot bittere armoede. Daarnaast had de bevolking dikwijls ook nog te lijden van rondzwervende afgedankte huurlingen. 
Deze praktijk heeft vele gebieden niet alleen in de middeleeuwen geteisterd, maar ook bij diverse oorlogen in de 16e, 17e, en 18e eeuw. In bijvoorbeeld de randgebieden van de Republiek der Zeven Verenigde Nederlanden, zoals Noord-Brabant en Limburg en in de oostelijk grensgebieden heeft het tot een grote economische en demografische terugval geleid in genoemde eeuwen.